# یتی ایرلاینز
یتی ایرلاینز (به انگلیسی: Yeti Airlines) یک شرکت هواپیمایی با کد یاتا YT است که در ۱۹۹۸ میلادی تأسیس شده‌است. دفتر مرکزی یتی ایرلاینز در کاتماندو، نپال واقع شده‌است و قطب این شرکت هواپیمایی در فرودگاه بین‌المللی تریبهوان قرار دارد و به ۱۰ مقصد، پرواز انجام می‌دهد.

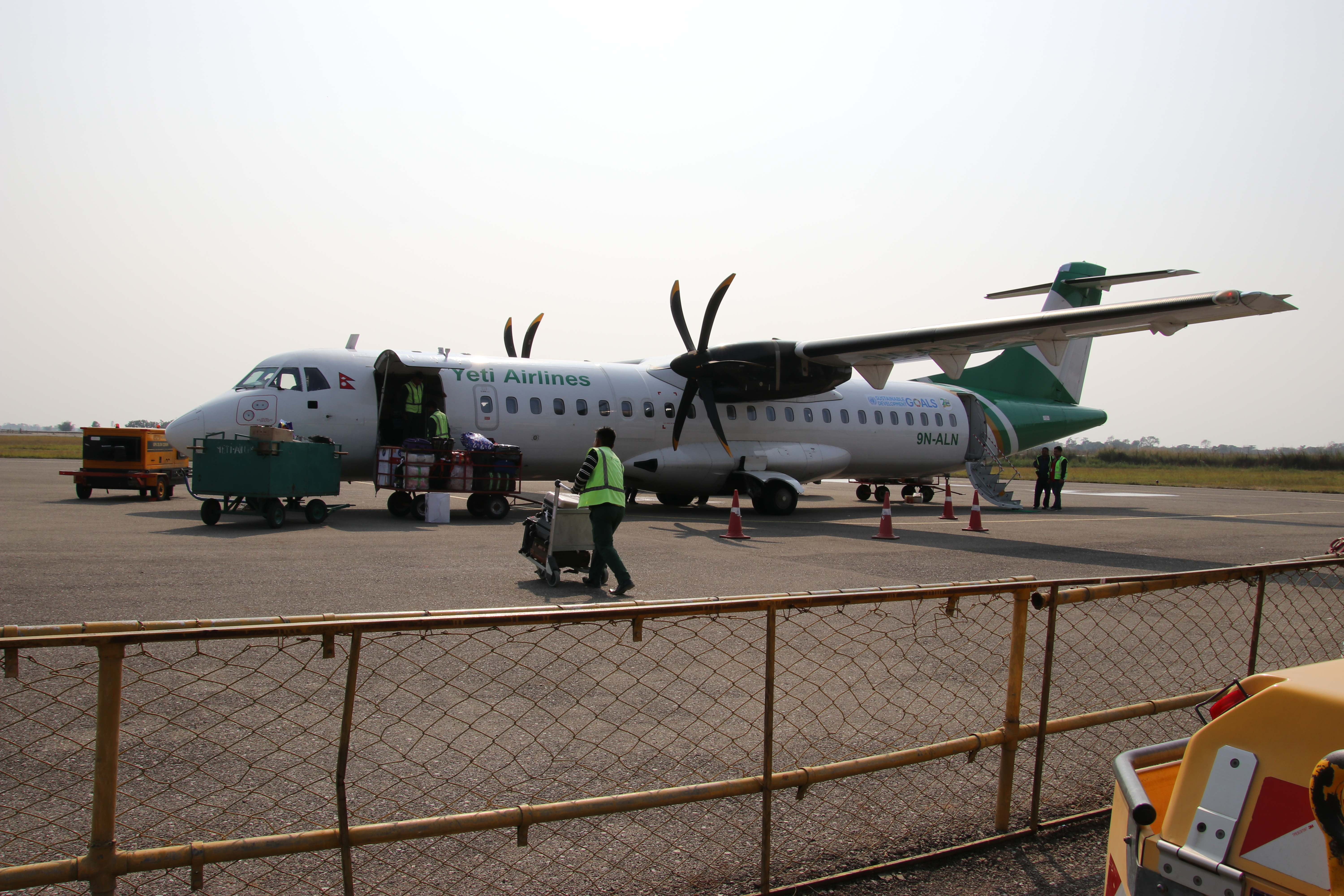